# Sakai Tadatoshi
Sakai Tadatoshi est un nom japonais traditionnel ; le nom de famille (ou le nom d'école), Sakai, précède donc le prénom (ou le nom d'artiste).
Sakai Tadatoshi (酒井 忠利, 1562-1627) est un samouraï et daimyō du début de l'époque d'Edo. Il est à la tête de la branche cadette du clan Sakai.
En 1601, Tadatoshi est nommé daimyo du domaine de Tanaka (10 000 koku) dans la province de Suruga. Ses propriétés sont transférées en 1609 au domaine de Kawagoe (30 000 koku) dans la province de Musashi.